# Guiglo
Guiglo è una città, sottoprefettura e comune della Costa d'Avorio. È anche capoluogo della regione di Cavally e dell'omonimo dipartimento. Conta una popolazione di 113 796 abitanti (censimento 2014).